# Bronisław Rogal
Bronisław Rogal (ur. 12 czerwca 1937 w Konarzewie, zm. 30 lipca 1994) – polski żużlowiec.

## Życiorys
Wychowanek Stali Gorzów Wielkopolski. W gorzowskim klubie jeździł w latach 1955-1957 i 1960-1969. Wywalczył ze Stalą pięć medali drużynowych mistrzostw Polski - złoty (1969) oraz cztery srebrne (1964, 1965, 1966, 1968).
W sezonach 1958-1959 reprezentował razem z innym zawodnikiem z Gorzowa - Marianem Kaiserem – Legię Warszawa. Z warszawskim klubem zdobył brązowy medal drużynowych mistrzostw Polski w 1959 roku.
W 1960 r. wystąpił w reprezentacji Polski, jako rezerwowy, podczas finału drużynowych mistrzostw świata, rozegranego w Göteborgu. Polacy zajęli w finale IV miejsce, a Bronisław Rogal nie wystąpił w żadnym biegu. W latach 1959–1963 czterokrotnie wystąpił w półfinałach kontynentalnych indywidualnych mistrzostw świata, najlepsze wyniki osiągając w latach 1960 (Slaný, IX miejsce) oraz 1962 (Lwów, VII miejsce). 
Trzykrotnie wystąpił w finałach indywidualnych mistrzostw Polski (1958 – XIV miejsce, 1960 – VII miejsce, 1966 – XII miejsce). Był również finalistą turnieju o "Złoty Kask" (1963 – VII miejsce).